# مارجيت بيرنهارت
مارجيت بيرنهارت (بالألمانية: Margit Bernhardt)‏ هي متزلجة فنية ألمانية، (و. 1897  م).

## وصلات خارجية
- مارجيت بيرنهارت على موقع أوليمبيديا (الإنجليزية)